# Ридотт (Іллінойс)
Ридотт (англ. Ridott) — селище (англ. village) в США, в окрузі Стівенсон штату Іллінойс. Населення — 124 особи (2020).

## Географія
Ридотт розташований за координатами 42°17′50″ пн. ш. 89°28′38″ зх. д. / 42.29722° пн. ш. 89.47722° зх. д. (42.297338, -89.477256).  За даними Бюро перепису населення США в 2010 році селище мало площу 0,26 км², уся площа — суходіл.

## Демографія
Згідно з переписом 2010 року, у селищі мешкали 164 особи в 60 домогосподарствах у складі 44 родин. Густота населення становила 619 осіб/км².  Було 67 помешкань (253/км²).
Расовий склад населення:
| - 95,7 % — білих - 2,4 % — чорних або афроамериканців |

До двох чи більше рас належало 1,2 %. Частка іспаномовних становила 0,6 % від усіх жителів.
За віковим діапазоном населення розподілялося таким чином: 26,2 % — особи молодші 18 років, 56,7 % — особи у віці 18—64 років, 17,1 % — особи у віці 65 років та старші. Медіана віку мешканця становила 38,0 року. На 100 осіб жіночої статі у селищі припадало 118,7 чоловіків;  на 100 жінок у віці від 18 років та старших — 101,7 чоловіків також старших 18 років.
Середній дохід на одне домашнє господарство  становив 46 309 доларів США (медіана — 39 792), а середній дохід на одну сім'ю — 47 859 доларів (медіана — 40 000). За межею бідності перебувало 23,4 % осіб, у тому числі 20,0 % дітей у віці до 18 років та 22,2 % осіб у віці 65 років та старших.
Цивільне працевлаштоване населення становило 69 осіб. Основні галузі зайнятості: виробництво — 30,4 %, освіта, охорона здоров'я та соціальна допомога — 15,9 %, роздрібна торгівля — 8,7 %, публічна адміністрація — 7,2 %.